# Sinarquia
Sinarquia, do grego synarchía, é um sistema político de governação referido, como tal, pelo escritor francês Joseph Alexandre Saint-Yves d'Alveydre, no final do século XIX.
Este propõe o estabelecimento de um grupo colectivo de pessoas que exerceriam administrativamente[ um governo mundial global, que seguiriam uma religião sincrética única e um padrão geral de direitos humanos tendo em vista o bem-estar da humanidade e a paz.